# Draculoides julianneae
Espèce
Draculoides julianneae est une espèce de schizomides de la famille des Hubbardiidae.

## Distribution
Cette espèce est endémique du Gascoyne en Australie-Occidentale,. Elle se rencontre dans les grottes C-215 et C-211 dans la chaîne du Cap.

## Description
La femelle holotype mesure 6,80 mm.
Le mâle décrit par Harvey, Berry, Edward et Humphreys en 2008 mesure 6,99 mm.

## Étymologie
Cette espèce est nommée en l'honneur de Julianne M. Waldock.

## Publication originale
- Harvey, 2001 : New cave-dwelling schizomids (Schizomida: Hubbardiidae) from Australia. Records of the Western Australian Museum Supplement, vol. 64, p. 171-185.